# 唐兴寺
唐兴寺，位于中国湖南省湘潭市雨湖区十八总的陶公山内，是一座汉传佛教寺院。

## 历史沿革
- 初名石头寺。最早的记录追溯于晋朝，曾作为陶侃的故居[1]。
- 唐初时，褚遂良因反对武则天而被贬官潭州，于石头寺提匾额“大唐兴寺”，所提匾流传至今。石头遂改名唐兴寺[2]。
- 至唐朝时，因有当地名僧智俨居于此并在唐兴寺圆寂[1]。寺外有一处装有智俨石塔，故又名石塔寺[3]。
- 元朝末年被毁。
- 明正统元年（1436年），重建[3]。
- 清光绪十三年（1887年）四月，该寺被匪徒抢劫一空，僧人逃走[3]
- 民国六年（1918年）九月下旬，被军阀占领作为军营[3]
- 文革时期，部分佛像和器物被毁[4]。
- 二十世纪八十年代，成为唐兴寺学校的一部分，建筑逐渐被毁[4]。
- 2023年，重建后的唐兴寺重新开放[5]。

## 文人墨客
唐朝刘禹锡、杜荀鹤，宋朝张栻都曾到访唐兴寺并留有作品。